# Columbia Threadneedle Investments
Columbia Threadneedle Investments ist eine US-amerikanische Investmentgesellschaft mit Sitz in Boston. Sie betreibt Investmentfonds, ETFs und andere Finanzprodukte und verwaltet ein Vermögen von 621 Mrd. US-Dollar (Stand 2025). Unter ihren 2.300 Mitarbeitern befinden sich ca. 550 Investmentspezialisten. Columbia Threadneedle Investments ist eine Tochtergesellschaft von Ameriprise Financial.

## Geschichte
Columbia Threadneedle entstand 2015 durch die Fusion der Columbia Management Group und Threadneedle Asset Management. Columbia Management Group und Threadneedle Asset Management waren Tochtergesellschaften von Ameriprise Financial und wurden 2010 für ca. 1 Mrd. US-Dollar bzw. 2003 für 570 Mio. US-Dollar übernommen. Columbia Management war das Vermögensverwaltungsgeschäft der Bank of America.
Im April 2021 übernahm Columbia Threadneedle das europäische Vermögensverwaltungsgeschäft der Bank of Montreal (BMO) für 845 Millionen US-Dollar. Die Transaktion umfasste auch F&C Asset Management. Die BMO-Fonds wurden anschließend in Columbia Threadneedle umbenannt.
Columbia Threadneedle Investments ist mittlerweile in 19 Ländern weltweit tätig. Dazu gehören Regionen in Europa, dem Nahen Osten, Nordamerika und dem asiatisch-pazifischen Raum. Das Unternehmen verfügt über ein globales Netzwerk von Investmentexperten in Städten wie Boston, London, Minneapolis, Singapur, New York, Chicago und Portland.